# Bern Dibner
Bern Dibner (ukrainisch Берн Дібнер, wiss. Transliteration Bern Dibner; * 6. Augustjul. / 18. August 1897greg. in Lyssjanka, Gouvernement Kiew, Russisches Kaiserreich; † 6. Januar 1988 in Wilton, Fairfield County) war ein US-amerikanischer Elektroingenieur, Industrieller, Philanthrop, Technik- und Wissenschaftshistoriker. Dibner gründete 1924 die Burndy Engineering Company und 1941 die Burndy Library, eine Bibliothek zur Technik- und Wissenschaftsgeschichte. Sein Sohn richtete 1992 auf Wunsch seines verstorbenen Vaters am Massachusetts Institute of Technology das Dibner Institute for the History of Science and Technology ein.

## Leben

### Werdegang und Unternehmer
Bern Dibner verbrachte seine ersten Lebensjahre in seinem Geburtsort Lyssjanka in der heutigen Ukraine 1904, im Jahr des Beginns des Russisch-Japanischen Kriegs, emigrierte die Familie in die Vereinigten Staaten und ließ sich in New York City nieder. Bern Dibner, das jüngste von acht Kindern, war zu diesem Zeitpunkt sieben Jahre alt. Er wuchs in der Lower East Side von Manhattan auf und besuchte dort die Primary school und später das Hebrew Technical Institute im East Village.
Nachdem er im Ersten Weltkrieg gedient hatte, studierte Dibner an der privaten Polytechnic University of New York (Brooklyn Poly) und beendete das Studium 1921 mit einem Abschluss in Elektrotechnik. Schon bald nach dem Studium entwickelte er 1923 die ersten lotfreien elektrischen Verbindungen (the first solderless electrical connector – a new way to join cable and wire). Da er in der Industrie keine Interessenten für seine Entwicklung fand, ließ er seine Erfindung patentieren und gründete 1924 in der Bronx die Burndy Engineering Company, später Burndy Corporation, zur Produktion elektrischer Verbindungen. Den Unternehmensnamen Burndy bildete er als lautmalerisch verfremdetes Teil-Initialwort aus seinen Namensbestandteilen Bern Dibner. Im Laufe der Jahre erwarb die Firma 23 weitere Patente und Dibner baute das Unternehmen zu einem weltweiten, in Teilbereichen führenden, Technologiebetrieb aus. Im Zweiten Weltkrieg war Dibner als Oberstleutnant (Lieutenant Colonel) der Air Force in Europa stationiert.
Seine Firma, die später in Norwalk, Connecticut ansässig war, behielt ihre Spezialisierung auf die Produktion elektrischer Verbindungseinheiten jahrzehntelang bei. 1961 brachte er das Unternehmen an die New Yorker Börse (NYSE). Im Zuge der Digitalen Revolution erweiterte die Burndy Corporation ihre Produktpalette um elektronische Bausteine. 1988 kaufte das französische Unternehmen Framatome Connectors International (FCI), das zur Industriegruppe Souriau gehört, die Burndy Corporation. Während der Firmenübernahme stieg der Aktienkurs von Dibners Unternehmen an der NYSE um 41,8 %.
Dibner starb im gleichen Jahr, noch vor dem Firmenverkauf, im Alter von 90 Jahren in seinem Haus in Wilton, Connecticut. Wilton zählt mit knapp 18.000 Einwohnern zu den wohlhabendsten Gemeinden in den Vereinigten Staaten.

### Forschungen zur Technikgeschichte
Neben seiner unternehmerischen Tätigkeit arbeitete Bern Dibner zeitlebens an technikgeschichtlichen Themen. Seine Forschungsarbeiten umfassten ein breites Spektrum, das von Leonardo da Vinci über die Galvani-Volta-Kontroverse zur tierischen Elektrizität bis zum Atlantischen Kabel reichte.
Sein besonderes Interesse an da Vinci führte ihn 1936 in die Schweiz, wo er sich an der Universität Zürich zum Studium der Wissenschaftsgeschichte einschrieb. Insgesamt veröffentlichte er über 100 Bücher und Fachartikel. Sein bekanntestes Werk ist The Heralds of Science von 1955 (aktualisiert 1980), in dem er die seiner Meinung nach 200 wichtigsten Bücher der Wissenschaftsgeschichte zusammen- und deren Autoren darstellte. Das Buch wurde zu einem weit verbreiteten Hilfsmittel für Bibliographen, Buchhändler, Studenten und Wissenschaftler. Zudem sammelte Dibner leidenschaftlich wissenschaftliche Original-Texte und Bücher über die Geschichte der Wissenschaft.

### Burndy Library und Dibner Institut
Seine Sammelleidenschaft alter Technik-Texte mündete in der Burndy Library, die Dibner 1941 gründete. Die Bibliothek zählt zu den weltweit größten Einrichtungen mit Originaltexten zur Technik- und Wissenschaftsgeschichte aus dem 18. und 19. Jahrhundert. Sie enthält unter anderem Werke von Isaac Newton und Louis Pasteur und als Besonderheit eine Ausgabe aus dem Jahr 1544 von Archimedes Text Philosophi ac Geometrae. Die Bibliothek war ursprünglich in Dibners Firma in Norwalk angesiedelt.
1974 spendete Bern Dibner ein Viertel des Bestandes der Smithsonian Institution. Die Spende sollte den Grundstock zum Aufbau einer Forschungsbibliothek zur Technik- und Wissenschaftsgeschichte bilden. Zwei Jahre später eröffnete das Smithsonian aus diesen Beständen die Dibner Library of the History of Science and Technology.
Kurz vor seinem Tod 1988 gab Bern Dibner seinem Wunsch Ausdruck, auf dem Campus des Massachusetts Institute of Technology (MIT; Technische Hochschule Massachusetts) in Cambridge ein Forschungsinstitut zur Technik- und Wissenschaftsgeschichte zu gründen. 1992 setzten sein einziger Sohn David Dibner und dessen Ehefrau Frances Dibner seinen Wunsch um und gründeten am MIT das Dibner Institute for the History of Science and Technology. David Dibner (1927–2005) war gleichfalls Ingenieur und 1952 als Vorsitzender (chairman) in die väterliche Firma eingetreten. Mit der Gründung des Instituts zog 1992 auch die Burndy Library an das MIT. Im Jahr 2006 ging der Gesamtbestand in Höhe von rund 67.000 Werken als Schenkung der Dibner-Familie und des  familiären Dibner-Fonds an die Huntington-Bibliothek in San Marino bei Los Angeles, Kalifornien, während das Dibner Institut geschlossen wurde.

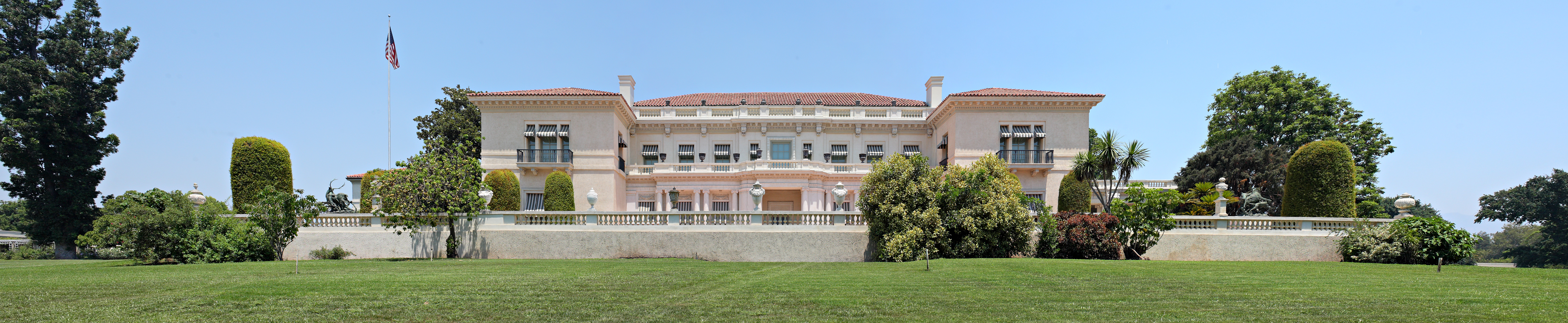
Huntington-Bibliothek, seit 2006 Sitz der Burndy Library

## Dibner-Fonds
Den Dibner-Fonds (Dibner Fund) hatte Bern Dibner 1957 zur Förderung verschiedener Projekte aus seinem Vermögen gestiftet. So flossen aus diesem Fonds zusätzlich zur Schenkung der Burndy Library 11,6 Mio. $ an Huntington. Regelmäßige finanzielle Zuwendungen erhielten ferner das Dibner Institut und die History of Science Society (HSS), die George Sarton und Lawrence Joseph Henderson 1912 gegründet hatten. Der Fonds unterstützte insbesondere die Herausgabe der HSS-Zeitschrift Isis. Mit dem Mitbegründer der HSS und gleichfalls in die USA eingewanderten Wissenschaftshistoriker George Sarton war Dibner befreundet. Nachdem Dibners Sohn David den Fonds einige Zeit geleitet hatte, übernahm 2002 sein Enkelsohn Brent Dibner den Vorsitz.

## Ehrungen
1967 wurde Dibner in die American Academy of Arts and Sciences gewählt.
1974 wurde er für seine wissenschaftlichen Arbeiten mit der Leonardo da Vinci Medal und 1976 mit der George-Sarton-Medaille ausgezeichnet, einem renommierten Preis für Wissenschaftsgeschichte der History of Science Society. Zu Ehren des Wissenschaftlers richtete zudem die Huntington-Bibliothek die Dibner Hall of the History of Science ein. 1983 verlieh ihm die Gleeson Library der University of San Francisco die Sir Thomas More Medal for Book Collecting.
Zudem verlieh die internationale Society for the History of Technology (SHOT) Bern Dibner 1974 die Leonardo-da-Vinci-Medaille. 1985 stiftete Dibner der SHOT den Dibner-Award (The Dibner Award for Excellence in Museum Exhibits). Der jährlich vergebene Preis ist für Ausstellungen vorgesehen, die geeignet sind, das Verständnis für die Geschichte der Technik und Industrie in der breiten Öffentlichkeit und bei Historikern zu fördern. Als erstem europäischen Museum wurde der Dibner-Award 1995 dem Historischen Museum Bielefeld für seine vorbildliche Ausstellung von Kraft- und Dampfmaschinen als weltweit bester Darstellung der Industrialisierung und ihrer Sozialgeschichte zuerkannt.

## Schriften (Auswahl)
- Galvani-Volta. A Controversy that Led to the Discovery of Useful Electricity. Burndy Library, Norwalk 1952.
- The Heralds of Science, Burndy Library, Norwalk 1955 (aktualisiert 1980)
- Oersted and the Discovery of Electromagnetism. Burndy Library, Norwalk 1961.
- Alessandro Volta and the Electric Battery. Watts, New York 1964.
- Victoria and the Triton. Blaisdell Publishing Company, New York 1964 ISBN 0-486-21734-5
- Moving the obelisks; a chapter in engineering history in which the Vatican obelisk in Rome in 1586 was moved by muscle power, and a study of more recent similar moves, Burndy Library, New York 1950, Nachdruck 1970.
- Mit Ludwig Heinrich Heydenreich und Ladislao Reti: Leonardo, der Erfinder. Belser-Verlag, Stuttgart 1981.
- Leonardo da Vinci- military engineer, Burndy Library 1946